# Joe Heyne
Joseph François (Joe) Heyne (Luik, 27 januari 1904 -  Etterbeek, 1 juni 1978) was een Belgisch pianist en componist. Hij was zoon van Pierre Joseph Heyne en Henriette Josephine Damoiseaux.
Zijn eerste muzieklessen ontving hij van zijn vader Pierre Heyne, die onder meer operazanger was. Hij kreeg zijn muziekopleiding aan het Dulwich College in Londen, de familie verbleef daar vanwege de Eerste Wereldoorlog. Na de studie keerde hij terug naar zijn geboortestad en organiseerde dansavonden met zijn eigen orkest. Hij bereisde Europa en de Verenigde Staten. Hij trad voorts op als begeleider van sterren als Joséphine Baker, Albert Préjean en Richard Tauber. Zijn succes stokte door de Tweede Wereldoorlog, hij raakt betrokken bij het verzet. Na die oorlog zette hij weer een nieuw orkest op, maar ging ook een verbintenis aan met organist Eddy Green. Hij werd met zijn Orchestre Joe Heyne regelmatig ingeschakeld door Nationaal Instituut voor de Radio-omroep, maar speelde ook in de luxere hotels. Hij nam voor het platenlabel Sphynx een serie plaatjes op. Hij kreeg in die jaren ook diverse prijzen, zoals een van Sabam.
Zijn werkjes La petite valse en Petite gavotte waren in de jaren vijftig enorm populair. Vooral La petite valse was populair in de Verenigde Staten, onder andere Fred Astaire zong het. In 1995 verscheen nog een compilatiealbum voor de Belgische markt van hem onder de titel La Petite valse et 32 succes inoubliables ("De kleine wals en 32 onvergetelijke successen").
Etterbeek heeft een park naar hem vernoemd (Le parc Jo Heyne). Naast de deur van Oudergemlaan 263 is een plaquette met zijn naam te zien; hij woonde daar van 1959 tot zijn dood.
- Biblioteca Nacional de España: XX926787
- Bibliothèque nationale de France: cb163669011 (data)
- Gemeinsame Normdatei: 135110556
- International Standard Name Identifier: 0000 0000 5957 136X
- Library of Congress Control Number: no2012007763
- MusicBrainz: 97f0b009-f4d5-48a4-b8bf-9d56a9e5c891
- Nationale en Universitaire bibliotheek Zagreb: 000099280
- Virtual International Authority File: 79970042
- WorldCat: E39PBJvMtjKgwfVPq6v6dgdhHC